# North Garo Hills
Der Distrikt North Garo Hills ist ein Distrikt im indischen Bundesstaat Meghalaya. Verwaltungssitz ist die Stadt Resubelpara.

## Geografie
Der Distrikt North Garo Hills liegt im Nordwesten Meghalayas an der Grenze zu Assam. Die Fläche des Distrikts beträgt 1113 Quadratkilometer. Nachbardistrikte sind die Distrikte East Garo Hills im Osten und Süden und West Garo Hills im Westen. Im Norden grenzt der Distrikt an den indischen Bundesstaat Assam.

## Geschichte
Der Distrikt entstand am 27. Juli 2012 bei der Teilung des damaligen Distrikts East Garo Hills. Die C.D. Blocks Kharkutta (alle Gemeinden; 51.477 Einwohner) und Resubelpara  (alle Gemeinden; 104.514 Einwohner) und 66 Gemeinden des C.D. Blocks Songsak (mit 16.128 der 53.107 Einwohnern des C.D. Blocks) trennten sich vom bisherigen Distrikt East Garo Hills ab und bildeten den neuen Distrikt North Garo Hills.

## Bevölkerung
Nach der Volkszählung 2011 hat der Distrikt North Garo Hills 172.119 Einwohner. Bei 155 Einwohnern pro Quadratkilometer ist der Distrikt dicht besiedelt. Von den 172.119 Bewohnern wohnten 152.524 Personen (88,62 Prozent) in Landgemeinden und 19.595 Menschen in städtischen Gebieten.
Der Distrikt North Garo Hills ist mehrheitlich von Angehörigen der „Stammesbevölkerung“ (scheduled tribes) besiedelt. Zu ihnen gehörten (2011) 166.701 Personen (96,85 Prozent der Distriktsbevölkerung). Zu den Dalit (scheduled castes) gehörten 2011 nur 99 Menschen (0,06 Prozent der Distriktsbevölkerung).

### Bedeutende Orte
Im Distrikt North Garo Hills gibt es mit der Stadt Resubelpara nur eine einzige städtische Siedlung.

### Bevölkerung des Distrikts nach Geschlecht
Von den 172.119 Bewohnern waren 86.871 (50,47 Prozent) männlichen und 85.248 weiblichen Geschlechts. Diese Ausgeglichenheit ist untypisch für Indien, wo gewöhnlich ein deutliches Mehr an Männern vorherrscht.

### Bevölkerung des Distrikts nach Sprachen
Etwa 158.000 Einwohner des Distrikts sind Garo. Rund 7000 Menschen sprechen Assamesich. Das dem Hinduismus angehörende Volk der Rabha zählt 4700 Personen im Distrikt. Hinzu kommen kleinere sprachliche Minderheiten, die Bengali, Hindi und Nepali sprechen. Auch diese Sprachgruppen, die zusammen rund 1300 Personen zählen, sind überwiegend Hindus.

### Bevölkerung des Distrikts nach Bekenntnissen
In den letzten 100 Jahren ist die Mehrheit der einheimischen Bevölkerung zum Christentum übergetreten. Heute sind etwa 88 Prozent der Einwohner Christen. Daneben gibt es rund 7,5 Prozent Hindus und rund 4000 Anhänger traditioneller Religionen.

## Bildung
Das Ziel der vollständigen Alphabetisierung ist noch weit entfernt. Von den 142.338 Personen in einem Alter von sieben Jahren und mehr können 110.097 (77,34 Prozent) lesen und schreiben. Für indische Verhältnisse normal ist der deutliche Unterschied zwischen den Geschlechtern und das Stadt−/Landgefälle. So können fast 93 Prozent der Männer in der einzigen Stadt (Resubelpara) lesen und schreiben. Aber nur knapp 72 Prozent der Frauen in den ländlichen Gemeinden. Einen Überblick über die Verhältnisse gibt folgende Tabelle:
| Alphabetisierung im Distrikt North Garo Hills |                   |                   |
| Einheit                                       | Volkszählung 2011 | Volkszählung 2011 |
| Einheit                                       | Anzahl            | Anteil            |
| GESAMT                                        | 110.097           | 77,34 %           |
| Männer                                        | 57.605            | 80,24 %           |
| Frauen                                        | 52.492            | 74,41 %           |
| STADT GESAMT                                  | 15.566            | 91,66 %           |
| Stadt-Männer                                  | 7840              | 92,94 %           |
| Stadt-Frauen                                  | 7726              | 90,39 %           |
| LAND GESAMT                                   | 94.531            | 75,41 %           |
| Land-Männer                                   | 49.765            | 78,55 %           |
| Land-Frauen                                   | 44.766            | 72,20 %           |
| Quelle: Ergebnis der Volkszählung 2011        |                   |                   |

## Verwaltung
Der Distrikt hat mit Bajengdoba, Kharkutta und Resubelpara drei Community Development Blocks (C.D. Blocks; Unterbezirke).